# رود یامژاچ
رود یامژاچ (انگلیسی: Yamzhach) یک رودخانه در سرزمین پرم کشور روسیه است.